# Hrabnîk, Pustomîtî
Hrabnîk (în ucraineană Грабник) este un sat în comuna Vovkiv din raionul Pustomîtî, regiunea Liov, Ucraina.

## Demografie
Componența lingvistică a localității Hrabnîk
     Ucraineană (100%)
Conform recensământului din 2001, toată populația localității Hrabnîk era vorbitoare de ucraineană (100%).